# 「童石」をめぐる奇妙な物語
『「童石」をめぐる奇妙な物語』（わらしいしをめぐるきみょうなものがたり）は、深津十一による日本のミステリー小説。第11回『このミステリーがすごい!』大賞の優秀賞受賞作。

## ストーリー
祖母の頼みを引き受けた主人公の高校生は、届け先で、石コレクターを名乗る風変わりな老人に出逢いそこに生物教師も加わり、かつて見たことのある“童石”の捜索を依頼する